# Ляонін
Ляоні́н (кит.: 辽宁; піньїнь Liáoníng) — провінція в північно-східній частині Китайської Народної Республіки. Площа 145 900 км², населення 43 060 000 чоловік (2008). Адміністративний центр — місто Шеньян.

## Адміністративний поділ
Ляонін поділяється на 14 міських округів:

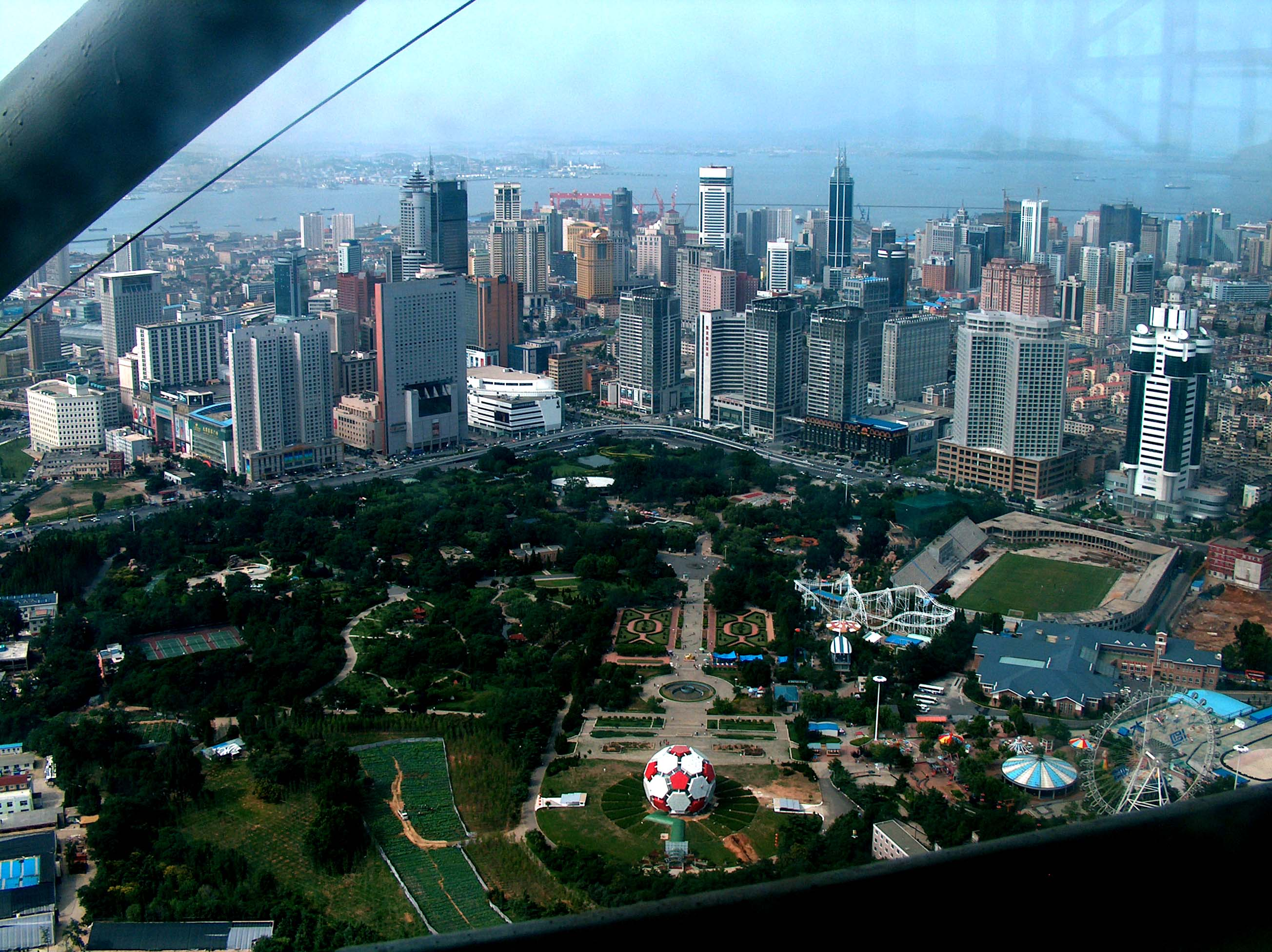
Далянь — друге за величиною місто провінції

| Карта         | #                               | Українська назва | Китайська назва | Піньінь |
| ------------- | ------------------------------- | ---------------- | --------------- | ------- |
|               | Міста субпровінційного значення |                  |                 |         |
| 1             | Шеньян                          | 沈阳市           | Shěnyáng Shì    |         |
| 2             | Далянь                          | 大连市           | Dàlián Shì      |         |
| Міські округи |                                 |                  |                 |         |
| 3             | Аньшань                         | 鞍山市           | Ānshān Shì      |         |
| 4             | Беньсі                          | 本溪市           | Běnxī Shì       |         |
| 5             | Чаоян                           | 朝阳市           | Cháoyáng Shì    |         |
| 6             | Даньдун                         | 丹东市           | Dāndōng Shì     |         |
| 7             | Фушунь                          | 抚顺市           | Fǔshùn Shì      |         |
| 8             | Фусінь                          | 阜新市           | Fùxīn Shì       |         |
| 9             | Хулудао                         | 葫芦岛市         | Húludǎo Shì     |         |
| 10            | Цзіньчжоу                       | 锦州市           | Jǐnzhōu Shì     |         |
| 11            | Ляоян                           | 辽阳市           | Liáoyáng Shì    |         |
| 12            | Паньцзінь                       | 盘锦市           | Pánjǐn Shì      |         |
| 13            | Тєлін                           | 铁岭市           | Tiělǐng Shì     |         |
| 14            | Їнкоу                           | 营口市           | Yíngkǒu Shì     |         |

## Сільське господарство
До головних сільськогосподарських культур, вирощуваних у провінції Ляонін, належать кукурудза, сорго та соя. Регіон навколо міста Далянь виробляє три чверті китайського експорту яблук і персиків. Також вирощується бавовна.

## Корисні копалини
З-поміж провінцій Китаю Ляонін за покладами заліза, магнезиту, алмазів та бору посідає перше місце. Ляонін, зокрема, є важливим джерелом нафти та природного газу. На узбережжі провінції добувають сіль.

## Палеонтологія
Провінція Ляонін є одним з найвідоміших у світі місць палеонтологічних розкопок. Регіон у палеонтологічному плані став відомим завдяки відкриттю на його території Sinosauropteryx, невеликого крилатого м'ясоїдного динозавра епохи ранньої крейди. Починаючи з 1990 року, у провінції було зроблено десятки революційних для науки знахідок, зокрема ранніх квітів, плацентарних ссавців, сумчастих, а також кілька птахів, крилатих динозаврів. Виявлені знахідки ще раз довели, що існує прямий еволюційний зв'язок між динозаврами та птахами.

## Цікаві факти
На честь території названо астероїд 2503 Ляонін та перший китайський авіаносець, колишній «Варяг».